# Twix

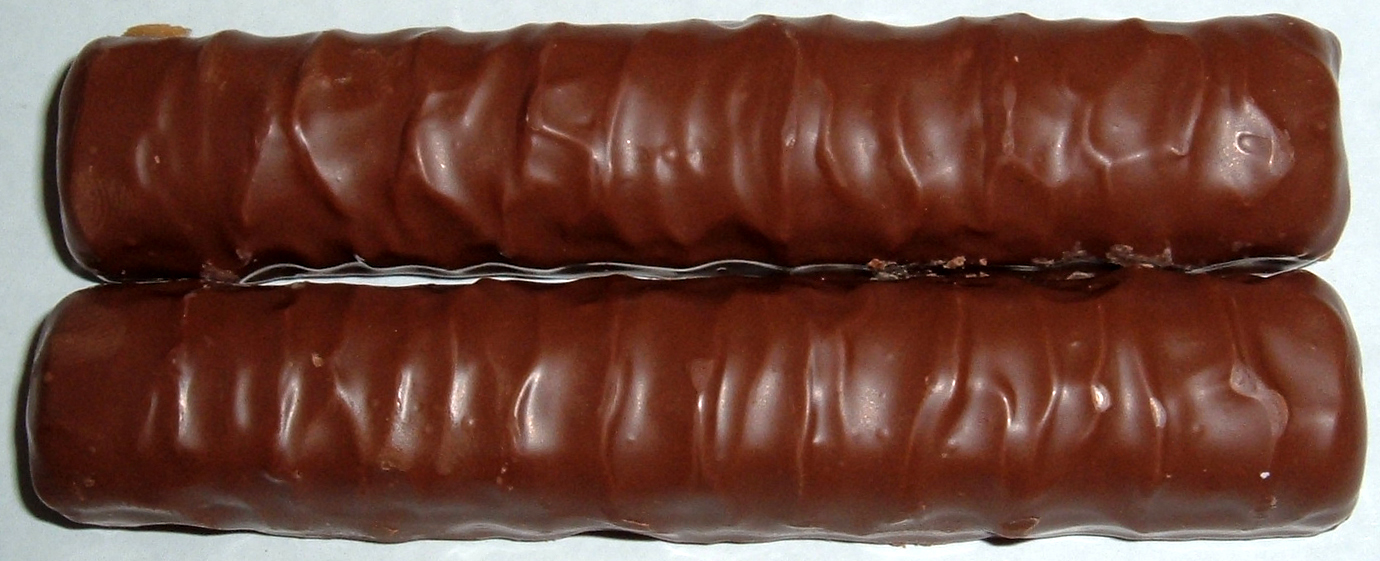
Um par de twixes

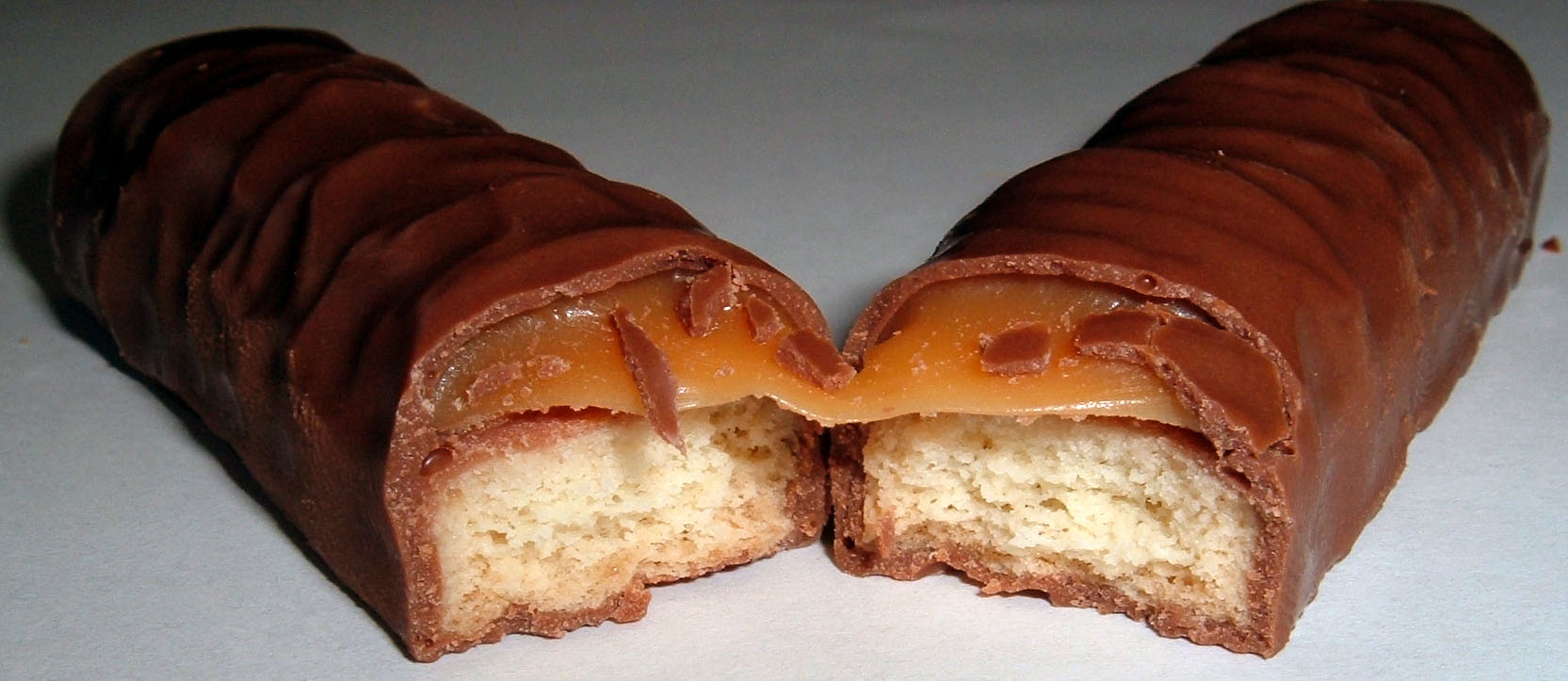
Twix aberto

Twix é uma marca comercial de barra de chocolate feita pela empresa Mars, Incorporated. Foi inicialmente produzido no Reino Unido em 1967 e introduzido nos Estados Unidos em 1979.
Twix foi chamada de Raider na Austria, Bélgica, Dinamarca, Finlândia, França, Alemanha, Grécia, Itália, Luxemburgo, Países Baixos, Noruega, Polônia, Portugal, Espanha, Suécia e Suíça por muitos anos até ter seu nome mudado em 1991 (2000 na Finlândia, Dinamarca, Noruega, Suécia e Turquia) para acompanhar o nome da marca internacional. Na América do Norte é produzido em Cleveland, estado do Tennessee.
No Brasil, a maior embalagem é a de 80g. 